# Nicole Koller
Nicole Koller, née le 2 mai 1997 à Wetzikon, est une coureuse cycliste suisse, spécialiste de VTT cross-country et de cyclo-cross.

## Palmarès en VTT cross-country

### Championnats du monde
- 2014
  -  Championne du monde de cross-country juniors
- 2015
  -  Médaillée de bronze du championnat du monde de cross-country juniors

### Coupe du monde
- Coupe du monde de cross-country espoirs
  - 2016 : 5e du classement général
  - 2017 : 8e du classement général
  - 2018 : 6e du classement général[1]
  - 2019  : 6e du classement général

- Coupe du monde de cross-country
  - 2021 : 14e du classement général
  - 2022 : 26e du classement général
  - 2023 : 22e du classement général
  - 2024 : 11e du classement général

- Coupe du monde de cross-country short track
  - 2022 : 22e du classement général
  - 2023 : 21e du classement général
  - 2024 : 9e du classement général

### Championnats d'Europe
- Saint-Wendel 2014
  -  Médaillée d'argent du cross-country juniors
- Chies d'Alpago 2015
  -  Médaillée d'argent du cross-country juniors
- Cheile Grădiștei 2024
  -  Médaillée de bronze du cross-country short-track
- Melgaço 2025
  -  Médaillée d'argent du cross-country short-track
  -  Médaillée de bronze du cross-country

### Championnats nationaux
- 2014
  -  Championne de Suisse de cross-country juniors
- 2024
  -  Championne de Suisse de cross-country short-track

## Palmarès en cyclo-cross
- 2015-2016
  - 2e du championnat de Suisse
  - 3e du classement général de l'EKZ CrossTour
- 2016-2017
  - Classement général de l'EKZ CrossTour
  - EKZ CrossTour #3, Hittnau
  - 55. Internationales Radquer Steinmaur, Steinmaur
  - 3e du championnat de Suisse
- 2018-2019
  - 2e du championnat de Suisse
  - 8e du championnat du monde de cyclo-cross espoirs
- 2020-2021
  -  Championne de Suisse de cyclo-cross
  - Classement général de l'EKZ CrossTour

## Palmarès sur route
- 2014
  -  Médaillée d'argent du championnat d'Europe sur route juniors
- 2022
  -  Championne du monde du contre-la-montre par équipes en relais mixte
- 2023
  -  Championne du monde du contre-la-montre par équipes en relais mixte

### Classements mondiaux
| Année                                 | 2021 | 2022 | 2023 |
| ------------------------------------- | ---- | ---- | ---- |
| Classement UCI                        | 370e | 266e | 321e |
|                                       |      |      |      |
| Légende : nc = non classéSource : UCI |      |      |      |